# QW Волка
QW Волка (лат. QW Lupi) — одиночная переменная звезда в созвездии Волка на расстоянии (вычисленном из значения параллакса) приблизительно 4062 световых лет (около 1245 парсеков) от Солнца. Видимая звёздная величина звезды — от менее +14m до +10m.

## Характеристики
QW Волка — красная пульсирующая переменная звезда, мирида (M) спектрального класса M. Эффективная температура — около 3292 K.